# اعتداءات إرهابية على المصالح السعودية

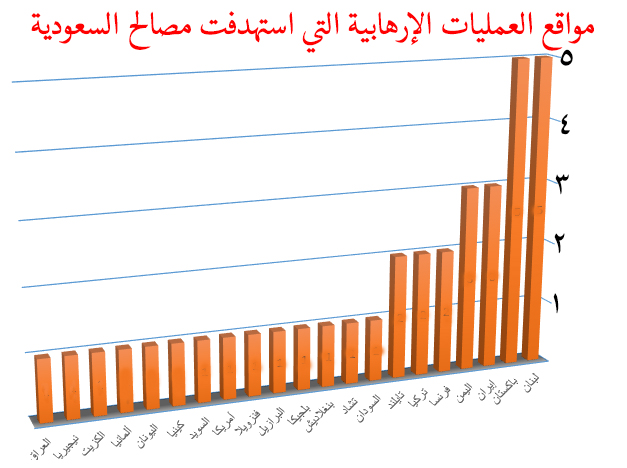
مواقع العمليات التي استهدفت مصالح المملكة العربية السعودية في الخارج

الاعتداءات الإرهابية على المصالح السعودية هي الاعتداءات الإرهابية على الدبلوماسيين والسفارات والقنصليات ومكاتب التمثيل الدبلوماسي ومكاتب الطيران وغيرها من المصالح التابعة للمملكة العربية السعودية في مختلف دول العالم من قبل أفراد وجماعات إرهابية.

## أهداف هذه الاعتداءات
السمة العامة لهذه الاعتداءات هي الضغط السياسي على الحكومة السعودية أو إرهابها ، إلا أن بعض هذه الأحداث تكون سرقات واعتداءات بلا أي دافع سياسي.

## خلفية الأحداث
تعتبر حكومة المملكة العربية السعودية أحد الحكومات ذات التأثير في سياسات منطقة الشرق الأوسط مما يجعلها في مواجهة مع بعض الأفراد والجماعات والمنظمات والأحزاب والدول التي تستخدم العنف، وبحسب وزارة الخارجية السعودية فعند المملكة العربية السعودية 133 سفارة في مختلف أرجاء العالم عدا عن القنصليات وغيرها من مكاتب التمثيل الدبلوماسي السعودية.

## عدد العمليات والقتلى
مجموع هذه العمليات حوالي 37 عملية في 21 دولة نتج عنها 13 قتيلًأ وعدد من الجرحى وأحيانًا مختطفين.كانت في بعض الأحيان جرائم عادية بلا أي دوافع سياسية، أما السياسية فقد كان أغلبها بعد قيام الثورة الإسلامية الإيرانية بقيادة الخميني حيث تبنى أغلب العمليات الإرهابية جناحي إيران في العراق ولبنان وهما حزب الدعوة الشيعي العراقي وجماعة الجهاد الإسلامية اللبنانية.

## الاستيلاء على السفارة السعودية في باريس
في عام 1392هـ الموافق لـ 1972م استولى خمسة مسلحين ينتمون إلى إحدى المليشيات الفلسطينية على السفارة السعودية في باريس محتجزين 13 رهينة، وطالبوا بإطلاق سراح بعض القادة الفلسطينيين المعتقلين في الأردن بسبب أحداث أيلول الأسود.

## الهجوم على سفارة السعودية في الخرطوم
في 27 محرم 1393هـ الموافق لـ 1 مارس عام 1973م، تعرضت السفارة السعودية في الخرطوم في السودان لهجوم مفاجئ حيث كان السفير السعودي آنذاك عبدالله الملحوق وكان المهاجمون 8 من الملثمين ينتمون لمنظمة أيلول الأسود الفلسطينية، وذلك خلال حفل دبلوماسي لوداع قائم أعمال السفارة الأمريكية كيرتس مور، واستقبال السفير الأمريكي الجديد كليو نويل، قام هؤلاء المسلحين بإمساك السفيرين الأمريكيين وغاي ايد القائم بأعمال السفارة البلجيكية والسفير السعودي وزوجته وأطفاله الأربعة، بالإضافة إلى عدلي الناصر القائم بالأعمال الأردنية، وطلب الفلسطينيون الإفراج عن المعتقلين الفلسطينيين في سجون الاحتلال الإسرائيلي وفلسطيني المهجر في الأردن.

## اختطاف القنصل سعودي في بيروت
في 14 ربيع الثاني من عام 1404هـ الموافق لـ17 يناير 1984م اختُطف القنصل السعودي في بيروت حسين عبد الله محمد فراش -45 عامًا آنذاك- من قبل ستة أشخاص مجهولين كانوا مستقلين لثلاث سيارات بلا لوحات، بعد أن تم إطلاق النار على سيارته وإجبار السائق اللبناني عزت عساف على الوقوف، بالقرب من طريق مزدحم عند الواجهة البحرية في الروشة ذات الغالبية المسلمة غربي بيروت عند الساعة العاشرة والثلث صباحًا. وقد أصيب في الاعتداء مرافقه أحمد عسيري، الذي يعمل موظف أمن في السفارة.

### معرفة الخاطفين
بعد ذلك عُرف الخاطفون وهم أناس يتبعون لحركة الجهاد الإسلامي الشيعية التي انحلت فيما بعد وأصبحت جزءً من حزب الله كان فراش هو المخطوف العربي الوحيد حيث كان هناك أيضًا تسعة أجانب في عداد المفقودين في بيروت من بينهم أربعة أمريكيين واثنين من الفرنسيين تدخلت وساطة سورية بقيادة حافظ الأسد وزار سعود الفيصل إيران قبيل إطلاق القنصل وأطلق القنصل أخيرًا في 26 جمادى الآخر 1405هـ الموافق لـ18 مايو 1985م بعد أسر دام لأكثر من عام.

## نهب السفارة السعودية في بيروت
في 29 ذو القعدة عام 1404هـ الموافق لـ 25 أغسطس 1984م اقتحم نحو 150 من الشيعة اللبنانيين سفارة المملكة العربية السعودية في بيروت وحطموا النوافذ وأحرقوا الوثائق وصورًا لملوك السعودية، كان الجنود اللبنانيون من اللواء السادس يشاهدون عمليات النهب أمام أعينهم دون أن يحركوا ساكنًا. زعم المتظاهرون أن سبب تدميرهم للسفارة هو التأخر في إصدار تأشيرات الحج لهم بينما نفت السفارة السعودية ذلك وأكدت أن الهدف الأساسي للمتظاهرين هو التخريب.

## اختطاف دبلوماسي سعودي في بيروت

### خلفية الأحداث
بعد إغلاق السفارة السعودية في صيف 1404هـ/ 1984م بعد اقتحام متظاهرين شيعة لها، أوفدت الحكومة السعودية سليمان محمد المبارك -45 عامًا آنذاك- لتفقد سفارتها المغلقة في بيروت بعد حوالي العامين من إغلاقها.

### عملية الاختطاف
في 11 من ذي القعدة 1406هـ الموافق لـ 17 يوليو 1986م اختُطف الدبلوماسي السعودي سليمان محمد المبارك من قبل ثلاثة مسلحين بينما كان يقود سيارته في ضاحية ساقية الجنزير في بيروت، وأجبروه على الخروج من سيارته الهوندا الحمراء، لينطلقوا به في مرسيدس بنز.أثناء الاختطاف رمى سليمان المبارك ورقة للمارة فيها اسم لأحد أصدقاءه اللبنانيين، هرع الصديق اللبناني لرؤية العميد. غازي كنعان، رئيس الاستخبارات العسكرية السورية في لبنان الذي كان يشرف شخصيا على تطبيق تدابير أمنية جديدة في الجزء المسلم من العاصمة اللبنانية، ووفقا لمصدر مقرب من السوريين، أمر اللواء كنعان بحملة للبحث عن المُختطفين، وفي غضون ساعتين وجدوا الرجل وحرروه وتعد هذه أسرع عملية تحرير لرهينة اختطف في لبنان.

## اختطاف احد موظفي مكتب الملحق الثقافي في بيروت
اختطف أحد موظفي مكتب الملحق الثقافي في بيروت سنة 1404هـ الموافق لـ1987م واسمه بكر دمنهوري، حيث اعترض مسلحون طريقه عندما كان يهم بدخول منطقة الروشة أحد أحياء بيروت متوجهاً إلى منزله.

## اقتحام السفارة السعودية في طهران 1407هـ
اُقتحمت السفارة السعودية في طهران عام 1407هـ الموافق لـ 1987م بسبب أحداث مكة التي وقعت في نفس العام، تمت مهاجمتها من قبل مجموعة من المحتجين الإيرانيين حيث احتجزوا الدبلوماسيين السعوديين بداخلها واعتدوا عليهم متسببين في وفاة دبلوماسي سعودي اسمه مساعد الغامدي وإصابة عدة دبلوماسيين سعوديين آخرين منهم رضا النزهة وأضرار في مبنى السفارة.

## اعتداءات إيران وحزب الله اللبناني على أفراد السفارة السعودية في تركيا
حصلت اشتباكات عنيفة في مدينة مكة المكرمة أثناء موسم حج عام 1407هـ الموافق لـ1987م، بين مجموعة من الحجاج الشيعة -غالبيتهم إيرانيون- وقوات الأمن السعودية وانتقامًا لذلك قام حزب الله بالتعاون مع إيران بتجنيد عدة أتراك من بينهم فرحان أوزمين الذين قاموا بعدة عمليات ضد السفارة السعودية في العاصمة التركية أنقرة.

## محاولة اغتيال ثلاثة دبلوماسيين سعوديين في لاغوس
في عام 1408هـ الموافق لـ 1988م أطلق مجهول النار على ثلاثة دبلوماسيين سعوديين في العاصمة النيجيرية لاغوس وأصيب الثلاثة جميعهم بجروح، حيث كان يختبئ الجاني بالقرب من سيارة الدبلوماسيين.

## انفجار أمام مكتبالخطوط السعوديةفيالكويت
في عام 1408هـ الموافق لـ1989م انفجرت عبوة موقوتة بالقرب من مكتب الخطوط الجوية السعودية الواقع في مجمع علياء الكائن في شارع الهلالي في الكويت العاصمة، وقد نتج عن الانفجار اصابة أحد رجال الأمن اصابة طفيفة وقد أحدث الانفجار اضراراً مادية في مكتب الخطوط السعودية، وواجهات مكاتب الطيران القريبة منه.

## إطلاق نار على نائب القنصل السعودي في كراتشي
في 10 جمادى الأولى لعام 1410هـ الموافق لـ 8 ديسمبر 1989م، أطلق مسلحون النار على حسن العمري نائب القنصل السعودي في كراتشي في باكستان أثناء عودته إلى منزله فأصيب برصاصتين.

## اغتيال إمام ومدير المركز الإسلامي عبد الله محمد قاسم الأهدل في بروكسل
في عام 1409هـ الموافق لـ1989م تم اغتيال إمام ومدير المركز الإسلامي عبد الله محمد قاسم الأهدل في بروكسل في بلجيكا، وقد وقعت الجريمة خلال وقت صلاة العصر.

## السطو على منزل السفير السعودي في البرازيل
في عام 1409هـ الموافق لـ1989م في البرازيل قام مسلحان بالسطو على منزل السفير السعودي لدى جمهورية البرازيل عبد الله صالح الحبابي بعد تعرضهم بقوة السلاح على الحارسين.

## انفجار أمام مكتبالخطوط السعوديةفيفرانكفورتفيألمانيا
في عام 1409هـ الموافق لـ1989م وقع انفجار أمام مكتب الخطوط السعودية في فرانكفورت أدى هذا الانفجار إلى إلحاق أضرار مادية بواجهة المكتب ولم يسفر عن إصابات وتزامن الانفجار مع انفجار في موقع آخر في فرانكفورت وقع في المركز اليهودي، وقد ذكرت الشرطة إذ ذاك أن القنبلتين المستخدمتين محليتا الصنع، وقامت بالبحث عن شخصين مشتبه بهما، وكانت المسافة بين موقعي الانفجار لا تتجاوز العشر دقائق من المركز اليهودي إلى مكتب الخطوط السعودية، علماً أن القنبلة الأولى انفجرت في المركز اليهودي وبعدها بعدة دقائق انفجرت القنبلة الموضوعة امام مكتب الخطوط السعودية.

## انفجار في مكتبالخطوط السعوديةفيكراتشيفيباكستان
في عام 1409هـ الموافق لـ1989م وقع انفجار في مكتب الخطوط السعودية في كراتشي نتيجة لانفجار قنبلة موضوعة وقد اصيب في هذا الاعتداء سبعة أشخاص.

## محاولة تفجير طائرة سعودية في باكستان
في 27 جمادى الأولى 1410هـ، اقلعت طائرة الخطوط السعودية من طراز بوينغ 747 من مطار اسلام اباد (تغير اسمه لمطار بينظير بوتو الدولي)، مقلةً 232 راكباً و17 من طاقم الطائرة. وبعد الإقلاع بحوالي خمسة وعشرين دقيقة، تلقى مدير المطار في اسلام اباد ومدير فرع الخطوط السعودية في العاصمة الباكستانية رسالة مكتوبة ومكالمة هاتفية تفيد أن الطائرة السعودية المتجهة من اسلام اباد إلى الرياض تحمل قنبلة موقوتة، ولم تحدد الرسالة التي تلقاها مدير محطة الخطوط السعودية موعد الانفجار وكذلك المكالمة الهاتفية.
وعلى الفور قامت الجهات الأمنية الباكستانية بالمطار بابلاغ قائد الطائرة بأمر القنبلة الموقوتة الذي قام بتغيير مسار الطائرة ليتجه بها إلى كراتشي في هبوط اضطراري، وقد قام قائد الطائرة بالهبوط التدريجي دون أن يلحظ الركاب ذلك وقام بتخفيض سرعة الطائرة حتى هبط في مطار كراتشي وفي مطار كراتشي أكدت المصادر الباكستانية انه تم العثور على اصبعي ديناميت يبلغ وزنهما مائة وعشرين غراماً، في حقيبة أحد الركاب الموجودة في مخزن الامتعة ولم يتم التعرف على صاحبها. وقدر الخبراء أن الفترة المحدودة لانفجارالديناميت والتي كانت مرتبطة بمفجر مؤقت كانت تقدر بتسعين دقيقة وقد تمكن الطيار من العودة والهبوط الاضطراري في سبعين دقيقة فقط، الأمر الذي اتاح اخلاء الطائرة من الركاب في وقت قياسي بلغ أربعة دقائق فقط وتم تفتيش الطائرة ليعثر على المتفجرات، وقد ذكر لاحقاً أن عطلاً قد أصاب جهاز التفجير.

## تفجير طائرة بحرينية للضغط على السعودية
القنبلة كانت مزروعة من قبل منظمة أبو نضال -الذي قتل لاحقا من قبل المخابرات العراقية - في محاولة لإقناع المملكة العربية السعودية لدفع مال للمنظمة من أجل تجنب هجمات على أراضيها. تزعم مصادر أن الكويت والإمارات العربية المتحدة دفعا المال بعد وقت قصير من التفجير.

## انفجار عبوة ناسفة أمام السفارة السعودية في بيروت
في عام 1410هـ الموافق لـ 1990م انفجرت عبوة ناسفة أمام السفارة السعودية في بيروت ولم يسفر الحادث عن أية إصابات أو ضحايا ولكن اشتعلت النيران في العديد من السيارات المركونة بقرب السفارة.

## مقتل أربع دبلوماسيين ورجل أعمال سعودي في تايلند

### خلفية الأحداث
في عام 1410هـ الموافق لـ 1990م انقطعت العلاقات السعودية التايلاندية، بعد سرقةً حصلت في العاصمة السعودية الرياض في عام 1409هـ الموافق لـ 1989م، إثر سرقة عامل تايلندي جواهر تزن 90 كيلوغراماً، تقدر قيمتها حينها بحوالى 20 مليون دولار من قصر الأمير فيصل بن فهد بن عبدالعزيز في الرياض، وتهريبها إلى بانكوك، وبيعها هناك على مافيا، تضم تجاراً ورجال أمن تايلنديين.وتسبَّبت القضية في مقتل أربعة ديبلوماسيين سعوديين (كان بعضهم مكلفاً بمتابعة القضية)، إضافة إلى رجل أعمال سعودي، ما أدى إلى قطع العلاقات الديبلوماسية بين البلدين، لأكثر من 20 عاماً. ولم تتم بعد استعادة عدداً من الأحجار الكريمة المسروقة، منها ألماسة زرقاء نادرة.

### مابعد السرقة
وبعد أقل من عام من السرقة، قُتل السكرتير الثالث في السفارة السعودية السعودي عبد الله المالكي، في بانكوك في العام 1989، إثر إطلاق النار عليه أثناء عودته إلى منزله سيراً على الأقدام، وبعدها بأشهر اُغتيل رئيس القسم القنصلي السعودي عبد الله البصري، وبفارق خمس دقائق؛ تم اغتيال السكرتير الثاني في القنصلية السعودية فهد عبد الله الباهلي، وزميله أحمد عبد الله السيف، اللذين كانا يستقلان سيارة واحدة متجهين إلى العمارة التي يقطنها الباهلي، إذ كان ينتظرهما فيها شخص شرع في إطلاق النار عليهما فور رؤيتهما. وبعدها بـ11 يوماً، اُختطف وقُتل لاحقاً رجل الأعمال السعودي محمد الرويلي، الذي كان يمتلك مكتب استقدام في بانكوك آنذاك، وكان شاهداً على إطلاق النار على القنصل البصري، ويملك معلومات مفصلة عن العصابة التي سرقت وتاجرت في المجوهرات.

### مابعد الاغتيالات
وفي تداعيات الجريمة والاغتيالات، أوقفت السعودية إصدار تأشيرات إلى العمال التايلانديين، وانخفض عدد التايلانديين العاملين في السعودية.

## محاولة تفجير طائرة سعودية فيباكستان
في 23 من ربيع الأول عام 1410هـ الموافق لـ1990م، وبعد اقلاع طائرة الخطوط السعودية «جامبو 747» من مطار اسلام اباد والتي كان على متنها 232 راكباً بالإضافة إلى 17 شخصاً هم طاقم الطائرة، بحوالي خمسة وعشرين دقيقة، تلقى مدير المطار في إسلام اباد ومدير فرع «السعودية» في العاصمة الباكستانية رسالة مكتوبة ومكالمة هاتفية تفيد أن الطائرة السعودية المتجهة من اسلام اباد إلى الرياض تحمل قنبلة موقوتة، ولم تحدد الرسالة التي تلقاها مدير محطة «السعودية» موعد الانفجار وكذلك المكالمة الهاتفية. وعلى الفور قامت الجهات الأمنية الباكستانية بالمطار بابلاغ قائد الطائرة بأمر القنبلة الموقوتة الذي قام بتغيير مسار الطائرة ليتجه بها إلى كراتشي في هبوط اضطراري، وقد قام قائد الطائرة بالهبوط التدريجي دون أن يلحظ الركاب ذلك وقام بتخفيض سرعة الطائرة حتى هبط في مطار كراتشي وفي مطار كراتشي أكدت المصادر الباكستانية انه تم العثور على اصبعي ديناميت يبلغ وزنهما مائة وعشرين غراماً، في حقيبة أحد الركاب الموجودة في مخزن الامتعة ولم يتم التعرف على صاحبها. وقدر الخبراء أن الفترة المحدودة لانفجارالديناميت والتي كانت مرتبطة بمفجر مؤقت كانت تقدر بتسعين دقيقة وقد تمكن الطيار من العودة والهبوط الاضطراري في سبعين دقيقة فقط، الأمر الذي أتاح إخلاء الطائرة من الركاب في وقت قياسي بلغ أربعة دقائق فقط وتم تفتيش الطائرة ليعثر على المتفجرات، وقد ذكر لاحقاً أن عطلاً قد أصاب جهاز التفجير.

## اختطاف طائرة سعودية والتوجه بها إلى بغداد
في يوم السبت 15 رجب 1421هـ الموافق لـ14 اكتوبر من عام 2000م، خُطفت طائرة سعودية من طراز بوينج -777 حيث كانت متجهةً من جدة إلى لندن وحوِّل مسارها إلى العاصمة العراقية بغداد، وكان على متنها 40 راكبًا يحملون الجنسية البريطانية و15 سعوديا من بينهم أفراد من الأسرة المالكة، و15 باكستانيا، و4 من جنوب أفريقيا، و4 يمنيين، وراكبان كينيان وراكب أمريكي. وكان الخاطفان هما السعوديان، الملازم أول فيصل البلوي والنقيب عايش الفريدي الحربي، حيث استطاعا تغيير مسار الرحلة إلى بغداد وعند وصولهما إلى بغداد عقدا مؤتمرًا صحفيا واختفى الفريدي ورفيقه فيما تواترت أنباء عن حصول الفريدي على رتبة رائد في الجيش العراقي لكنه بعد سقوط بغداد، اعتقل هو ورفيقه البلوي وسلما للسلطات السعودية عبر المخابرات الأردنية.

## سرقة الملحق العسكري في باريس
في ربيع الأول عام 1423هـ الموافق لـ 2002م تعرض العقيد عبد الله السحيباني الملحق العسكري السعودي -44عامًا آنذاك- في باريس لاعتداء وسرقة بالإكراه لسيارته من لصين من أمام منزله في ضاحية نويي الباريسية الراقية وفوجئ الدبلوماسي السعودي لدى عودته إلى منزله في بولفار موريس بباريس بشخصين ملثمين يقتربان منه، ويطلبان مفاتيح السيارة، وإزاء رفضه عاجلاه بالضرب وأوقعاه أرضاً واستوليا على سيارته، واقتحما الحواجز الموجودة أمام المنزل. وقد تلقى الدبلوماسي السعودي الإسعافات في المستشفى الأمريكي القريب وعاد إلى منزله بعد ذلك مباشرة. وقالت مصادر السفارة السعودية انها «لا ترى أي بعد سياسي» للاعتداء على الملحق العسكري، مضيفة ان الحادث «من صنع هواة». والدليل على ذلك ان اللصين لم يعرفا كيف يفتحان بوابة المرآب الخارجي وعمدا إلى تحطيمها باستخدام السيارة المسروقة.

## مقتل زوجة دبلوماسي سعودي وابنته في تشاد
شهدت تشاد أحداث عنف وتمرد في عام 1429هـ/2008م وازدادت المواجهات بين الثوار المتمردين والجيش التشادي على نحو كبير واستطاعوا اقتحام العاصمة نجامينا. وأثناء ذلك سقطت قذيفة قتلت زوجة وابنة الدبلوماسي السعودي عبد الرحمن الزهراني.

## الاعتداء على دبلوماسي سعودي في اليونان
في سنة 2008 تم الاعتداء على سيارة دبلوماسي سعودي في أثينا في اليونان بعبوة حارقة أمام شقته، ولم يكن الدبلوماسي في داخلها لحظة الاعتداء، وفي اليوم التالي تعرضت سيارة ثانية للتفجير بعبوات، وقد تبنت مجموعة من اليسار المتطرف تسمي نفسها «الخلايا التخريبية» عمليتي التفجير.

## اختطاف دبلوماسيين سعوديين في فنزويلا
وبعد ذلك، وتحديداً في العام 2009 تم الاعتداء على دبلوماسيين سعوديين في فنزويلا، حيث قامت مجموعة مجهولة باختطاف الدبلوماسي السعودي علي القحطاني واعتدت عليه جسدياً مرارا قبل أن تفرج عنه بمقابل مادي قامت بدفعه السفارة من دون أي تدخل من قبل السلطات الفنزويلية، وبعد أيام عدة تكرر نفس الأمر مع الدبلوماسي السعودي حيلان بن لبدة القحطاني.

## إطلاق نار على دبلوماسي سعودي في نيروبي
في 22 جمادى الأولى 1431هـ الموافق لـ 5 مايو 2010م تعرض الدبلوماسي السعودي محمد محمود الشنقيطي في العاصمة الكينية نيروبي لإطلاق نار من ثلاثة مجهولين، حيث كان في أحد الأسواق القريبة جداً من منزله لشراء بعض أغراضه وقبيل الوصول إلى مسكنه المجاور لمقر عمله أطلقوا النار عليه بقصد السرقة، أصيب في رأسه إصابة بالغة، نقل على أثرها إلى مستشفى نيروبي ثم نُقل للسعودية ليتعافى بعد ذلك.

## الاعتداء على السفارة السعودية في ستوكهولم في السويد
في يوم الجمعة 23 محرم 1431هـ الموافق 8 يناير 2010م تعرضت السفارة السعودية في ستوكهولم في السويد، لحادث اعتداء من قبل شخص ذا ملامح عربية حيث قام بإلقاء زجاجه حارقة على نافذة السفارة المطلة على الشارع ولم يسفر الاعتداء عن أي أضرار سواء لمنسوبي السفارة أو المبنى

## اختطاف دبلوماسي سعودي في اليمن وإطلاق سراحه بعد أسبوع
في يوم الثلاثاء 29 جمادى الأولى 1432هـ الموافق لـ 03 مايو 2011م أُطلق سراح الدبلوماسي السعودي سعيد المالكي، دون أن يمسه سوء بعد أسبوع واحد من اختطافه في اليمن على أيدي رجال قبائل يمنيين حين كان متوجهاً إلى عمله في السفارة، وقد طالب خاطفوه حينها بحسم بعض المسائل التجارية في الرياض قبل إطلاق سراحه، وكانت دوافع الاختطاف مالية لا سياسية.

## الهجوم على القنصلية والسفارة السعودية في إيران بعد دخول درع الجزيرة للبحرين

### الهجوم على السفارة السعودية في طهران
في يوم الخميس 11 ربيع الثاني 1432هـ الموافق لـ 17 مارس 2011 م تعرضت السفارة السعودية بطهران لاعتداء من قبل متظاهرين، حيث تم قذفها بالحجارة، وأشارت المصادر إلى أن المتظاهرين رفعوا لافتات استعداء للأسرة المالكة. ولم يسفر الاعتداء عن أي إصابات، كون يوم الخميس هو يوم عطلة نهاية الأسبوع في إيران، برر المهاجمون ذلك بدفاعهم عن البحرين بسبب دخول قوات درع الجزيرة لها.

### الهجوم على القنصلية السعودية في مشهد
بعد هذا بيومين أي في يوم السبت 13 ربيع الثاني 1432هـ الموافق لـ 19 مارس 2011م، قام 700 شخص -يشتبه أنهم من الباسيج- بالهجوم على القنصلية السعودية في مدينة مشهد شمال غربي إيران، رمياً بالحجارة، وحطم المتظاهرون الغاضبون بالحجارة نوافذ القنصلية، ورددوا شعارات معادية للسعودية وللملك عبد الله بن عبد العزيز، وطالبوا بإبعاد القنصل السعودي.

### هجوم آخر على السفارة السعودية في طهران
بعد الهجوم الأخير بحوالي شهر هوجمت السفارة السعودية بطهران مرةُ أخرى.

### إدانات السعودية ومجلس التعاون الخليجي
- قامت وزارة الخارجية السعودية باستدعاء السفير الإيراني لدى المملكة، وسلمته احتجاجا رسميا من الحكومة على الاعتداءات التي تعرضت لها مقار بعثتها الدبلوماسية في بلاده.[3][18]
- أدان مجلس التعاون لدول الخليج العربي الاعتداء الذي تعرضت له سفارة السعودية في طهران عاصمة إيران، من قبل مجموعة من المتظاهرين الإيرانيين.[3]

### الرد الإيراني
وعدت إيران، بأنها ستتولى أمن السفارات والبعثات الدبلوماسية السعودية لديها، حيث كان قد تعرض عدد منها لاعتداءات في الآونة الأخيرة من قبل متظاهرين على خلفية الأحداث في البحرين، وجاء التعهد الإيراني بعد أن حذرت الرياض من أنها ستسحب دبلوماسييها من إيران إذا لم يتم تأمين حمايتهم. وقال المتحدث باسم وزارة الخارجية الإيرانية، رامين مهمان باراست، إن «أمن السفارات جزء من المبادئ الأساسية، وسنتولى أمن السفارات وحياة الدبلوماسيين»، وأضاف أن «شعبنا حساس حيال ما يحدث في المنطقة، لكن ذلك يجب أن لا يسيء إلى البعثات الدبلوماسية».

## إلقاء قنابل يدوية على السفارة السعودية واغتيال دبلوماسي سعودي في كراتشي
في يوم الاثنين 13 جمادى الآخرة 1432هـ الموافق لـ16 مايو عام 2011 م قتل الدبلوماسي السعودي حسن القحطاني مساعد القنصل السعودي في حي "ديفنس خيابان شهباز" الذي يعد حيًا راقيًا في كراتشي في باكستان، وجاء هذا الهجوم بعد أيام من هجوم نفذه مجهولون بقنابل يدوية ألقوها على القنصلية السعودية في كراتشي. وقال مسؤول في الشرطة الباكستانية أن أربعة أشخاص يستقلون دراجتين ناريتين فتحوا نيران أسلحتهم على السيارة من الجهتين.وأضاف أن الدبلوماسي السعودي كان يقود السيارة، وأنه كان متوجها إلى القنصلية من بيته.

## محاولة اغتيال عادل الجبير
في 14 ذي القعدة 1432هـ الموافق لـ 11 أكتوبر 2011، أعلن مسؤولون من الولايات المتحدة أن هناك مؤامرة من قبل الحكومة الإيرانية لاغتيال السفير السعودي في الولايات المتحدة عادل الجبير. وتم تسمية العملية في وسائل الإعلام «بمؤامرة الاغتيال الإيرانية» و «مؤامرة إيران الإرهابية»، في حين سمى مكتب التحقيقات الفدرالي المؤامرة «بعملية التحالف الأحمر».[1][2] 

## اغتيال دبلوماسي سعودي في بنغلاديش
في يوم الاثنين 13 ربيع الثاني 1433هـ الموافق لـ 6 مارس 2012م، إغتيل الدبلوماسي السعودي خلف العلي الشمري -45 عامًا آنذاك- في بنغلاديش قرب مقر السفارة بالحي الدبلوماسي بدكا  حيث كان يمارس المشي في الساعات الأولى من الصباح واستقرت الطلقة في صدره، ولفظ أنفاسه الأخيرة بعد ثلاث ساعات في المستشفى.
تمكنت وزارة الداخلية البنغلاديشية، من القبض على أربعة أشخاص اعترفوا بعد خضوعهم للتحقيق بأنهم حاولوا سرقة الدبلوماسي العلي وأطلقوا عليه رصاصة لدى مقاومته لهم زاعمين أنهم قتلوه عن طريق الخطأ، قام القضاء البنغلاديشي بإصدار حكم بالإعدام شنقا لخمسة من المتورطين المدانين في هذه القضية وشددت الحراسات على السفارة السعودية.

## اغتيال دبلوماسي سعودي في اليمن
في يوم الأربعاء 14 محرم 1434 هـ الموافق لـ 28 نوفمبر 2012 إغتيل الدبلوماسي السعودي العامل بالملحقية العسكرية في السفارة السعودية، الوكيل الرقيب خالد شبيكان العنزي ومرافقه اليمني جلال مبارك هادي شيبان في العاصمة اليمنية صنعاء، كان المهاجمون يلبسون زي شرطة جهاز الأمن المركزي اليمني وكانوا على متن سيارة ” فورتشنر ” حيث أمطروا السيارة بوابل من الرصاص ثم ولوا هاربين، ولم تعلن أي جهة تبنيها ولم يُعرف فاعلها.

## اختطاف دبلوماسي سعودي في اليمن
في صباح يوم الأربعاء 6 جمادى الأولى 1433 هـ الموافق لـ 28 مارس 2012 وعند الساعة 8:30 اختُطف نائب القنصل السعودي عبد الله الخالدي بينما كان خارجًا من منزله في حي المنصورة في مدينة عدن جنوب اليمن من قبل تنظيم القاعدة في جزيرة العرب، حيث طالب التنظيم بالإفراج عن هيلة القصير وعدة معتقلين سياسيين سعوديين مقربين من تنظيم القاعدة، بقي في الأسر ما يقارب ثلاث سنوات حتى حُرر يوم الاثنين 12 جمادى الأولى 1436 هـ الموافق لـ 2 مارس 2015.

## الهجوم على السفارة السعودية في القاهرة
تم الهجوم على السفارة السعودية في القاهرة وانزال العلم السعودي من عليها وتحطيم بعض الأبواب وكاميرات المراقبة إثر اعتقال الأجهزة الأمنية السعودية أحمد محمد ثروت السيد الملقب بأحمد الجيزاوي، تبين لاحقًا أنه قام بتهريب المخدرات في علب لمصاحف والحليب المجفف كما أظهرت التحقيقيات وصور كاميرات مطار الملك عبدالعزيز بجدة. تم على إثر هذا الهجوم استدعاء السفير السعودي بالقاهرة أحمد بن عبد العزيز قطان إلى الرياض للتشاور بتاريخ 29 أبريل 2012 ولم تتم إعادته إلا بعد توجه الوفد الشعبي المصري الذي ضم أعضاء من مجلس الشعب المصري ومجلس الشورى المصري وعددًا من القيادات الدينية الإسلامية والمسيحية للشفاعة لدى الملك عبد الله بن عبد العزيز آل سعود لإعادة السفير، وتم بعد ذلك إعادة السفير بتاريخ 6 مايو 2012 بعد أسبوع من سحبه.

## الهجوم على السفارة السعودية في طهران 2016
حدثت في العاصمة الإيرانية طهران يوم 2 يناير عام 2016م، بعد تنفيذ حكم الإعدام بحق 47 شخصًا على علاقة بالإرهاب والذي من ضمنه رجل الدين الشيعي السعودي نمر النمر.

## تعرض القنصل السعودي في العراق للضرب
في 20 رمضان 1437هـ الموافق لـ 25 يونيو 2016م تعرض القنصل السعودي مشعل العتيبي للضرب من قبل أفراد الحشد الشعبي خلال مؤتمر العشائر، واضطر ثامر السبهان -السفير السعودي السابق في العراق- إلى مغادرة المؤتمر احتجاجا على الاعتداء وتحسبا لأي تجاوزات قد تصدر بحقه.